# Saint-Siméon (Orne)
Saint-Siméon foi uma comuna francesa na região administrativa da Normandia, no departamento de Orne. Estendia-se por uma área de 16,13 km². Em 2010 a comuna tinha 275 habitantes (densidade: 17 hab./km²).
Em 1 de janeiro de 2016, passou a formar parte da nova comuna de Passais-Villages.